# OUTDOOR PRODUCTS
アウトドアプロダクツ（英:OUTDOOR PRODUCTS）は、アメリカ合衆国で創業されたアウトドアブランド。

## 歴史
1970年、ロサンゼルスのダウンタウンでスポーツ用品の総合ショッピングセンターを経営していたアルトシュール兄弟が、当時成長過程にあったキャンプ用品の周辺グッズに目を着け、メーカーとしての起業を目指す。3年後の1973年にロサンゼルスにてアウトドアプロダクツとして創業し、アウトドアプロダクツ製品の製造を開始した。創業から1年で全米規模のマーケットを持つ企業へと成長し、創業翌年の1974年、生産ラインを構築した。1986年、社名をアウトドア・レクリエーション・グループに変更している。
2014年現在、世界60か国以上の国でブランド商品の販売を行なっている。

### 伊藤忠商事による展開
2012年11月、伊藤忠商事が「OUTDOOR PRODUCTS」ブランドのアジアを中心とした世界19か国・地域における商標権を取得した。アジア13地域（日本、中国、香港、韓国、台湾、タイ、インドネシア、マレーシア、シンガポール、ベトナム、インド、フィリピン、ブルネイ）、中東4地域、南米2地域の19地域となる。
日本においては2014年1月に伊藤忠商事がサンマリノと独占フランチャイズ契約を締結し、2月にルミネエスト新宿に1号店をオープンした。2016年10月1日からはジーンズメイトがサンマリノから「OUTDOOR PRODUCTS」ブランドの事業を譲受し、日本国内における独占フランチャイズ契約とショップ5店舗、通信販売サイトを承継することが発表された。2019年3月31日には「OUTDOOR PRODUCTS」の公式通販サイトの運営権を伊藤忠商事から譲受している。2019年、ジーンズメイトはアウトドアプロダクツの新レーベル「ブラックライン」を立ち上げた。
2023年9月にはバングラデシュの大手財閥企業ベキシムコ (BEXIMCO) が展開する小売りブランド「YELLOW」で、同国初となる「アウトドアプロダクツ」商品の販売を開始した。

## 製品
ブランド「アウトドアプロダクツ」としてデイパック、ダッフルバック、レイングッズなどのアウトドア・グッズの他、アパレル商品、自転車などこれまでに様々な商品を展開している。代表作としてデイパックの代名詞ともされるコーデュラのナイロン生地を使った452というモデルなどがある。